# Riagria
Riagria là một chi bướm đêm thuộc họ Noctuidae.